# Лока (Тржич)
Лока (словен. Loka) — поселення в общині Тржич, Горенський регіон, Словенія. Висота над рівнем моря: 487,7 м.